# Mirsos
Mirsos ou Meles foi o penúltimo rei de Sárdis da dinastia heráclida, foi o pai de Candaules, assassinado por Giges da Lídia.
Ele descendia de Alcaios, filho de Héracles; Ágron, filho de Nino (o filho de Belo, que por sua vez era filho de Alcaios) foi o primeiro heráclida rei de Sardes, e Candaules, filho de Mirsos, foi o último. Os heráclidas, descendentes de Héracles e de uma escrava de Iárdano, governaram durante vinte e duas gerações, ou quinhentos e cinco anos, filho sucedendo a pai, até Candaules, filho de Mirsos.
De acordo com o Chronographeion Syntomon, Meles foi o sucessor de Alíates, reinou por doze anos, e foi sucedido por Candaules. Pelos cálculos de Ussher, Candaules começou a reinar em 735 a.C.